# 夢曲 〜T-SQUARE plays THE SQUARE〜
『夢曲 〜T-SQUARE plays THE SQUARE〜』（ゆめのうた ティー・スクェア・プレイズ・ザ・スクェア）はT-SQUARE通算2枚目のセルフカバー・アルバム。
2011年10月26日にリリースされた。

## 解説
THE SQUARE時代の楽曲を2011年当時のメンバー（安藤正容、伊東たけし、河野啓三、坂東慧）で再録音したセルフカバー・アルバム第2弾。ファンからのリクエストの多かった楽曲を含む12曲が収録されている。今回もサポート・ベーシストとして元メンバーである田中豊雪が参加。
初回限定盤は3D BOXジャケット仕様。

## 収録曲
1. いとしのうなじ - 久米大作作曲
オリジナルは『Stars and the Moon』（1984年）収録。
2. 君はハリケーン - 安藤正容作曲
オリジナルは『うち水にRainbow』（1983年）収録。
3. In The Grid - 安藤正容作曲
オリジナルは『R・E・S・O・R・T』（1985年）収録。
4. Travelers - 和泉宏隆作曲
オリジナルは『ADVENTURES』（1984年）収録。
5. Cape Light - 和泉宏隆作曲
オリジナルは『ADVENTURES』（1984年）収録。
6. Sabana Hotel - 安藤正容作曲
オリジナルは『うち水にRainbow』（1983年）収録。
7. Chase - 安藤正容作曲
オリジナルは『MAGIC』（1981年）収録。
8. Breeze And You - 和泉宏隆作曲
オリジナルは『TRUTH』（1987年）収録。
9. Lucky Summer Lady - 安藤正容作曲
オリジナルは『Lucky Summer Lady』（1978年）収録。
10. El Mirage - 和泉宏隆作曲
オリジナルは『YES,NO.』（1988年）収録。
11. Twilight In Upper West - 和泉宏隆作曲
オリジナルは『TRUTH』（1987年）収録。
12. Little Mermaid - 安藤正容作曲
オリジナルは『MAGIC』（1981年）収録。

## ミュージシャン
- T-SQUARE
  - 安藤正容 -  Acoustic Guitar, Electric Guitar
  - 伊東たけし - Alto Sax, EWI
  - 河野啓三 - Acoustic Piano, Keyboards
  - 坂東慧 - Drums

- Guest Musicians
  - 田中豊雪 - Electric Bass（M1,6,7,12）
  - 田中晋吾 - Electric Bass（M2-5,8-11）